# 貝薩諾魚龍屬
貝薩諾魚龍屬（學名：Besanosaurus）是魚龍目的一屬，生存於三疊紀中期的義大利北部
約2億3500萬年前。在1996年，克里斯提亞諾·沙索（Cristiano Dal Sasso）等人進行敘述、命名，模式種是長喙貝薩諾魚龍（B. leptorhyncus）。屬名意為「貝薩諾蜥蜴」，種名意為「狹長口鼻部」。

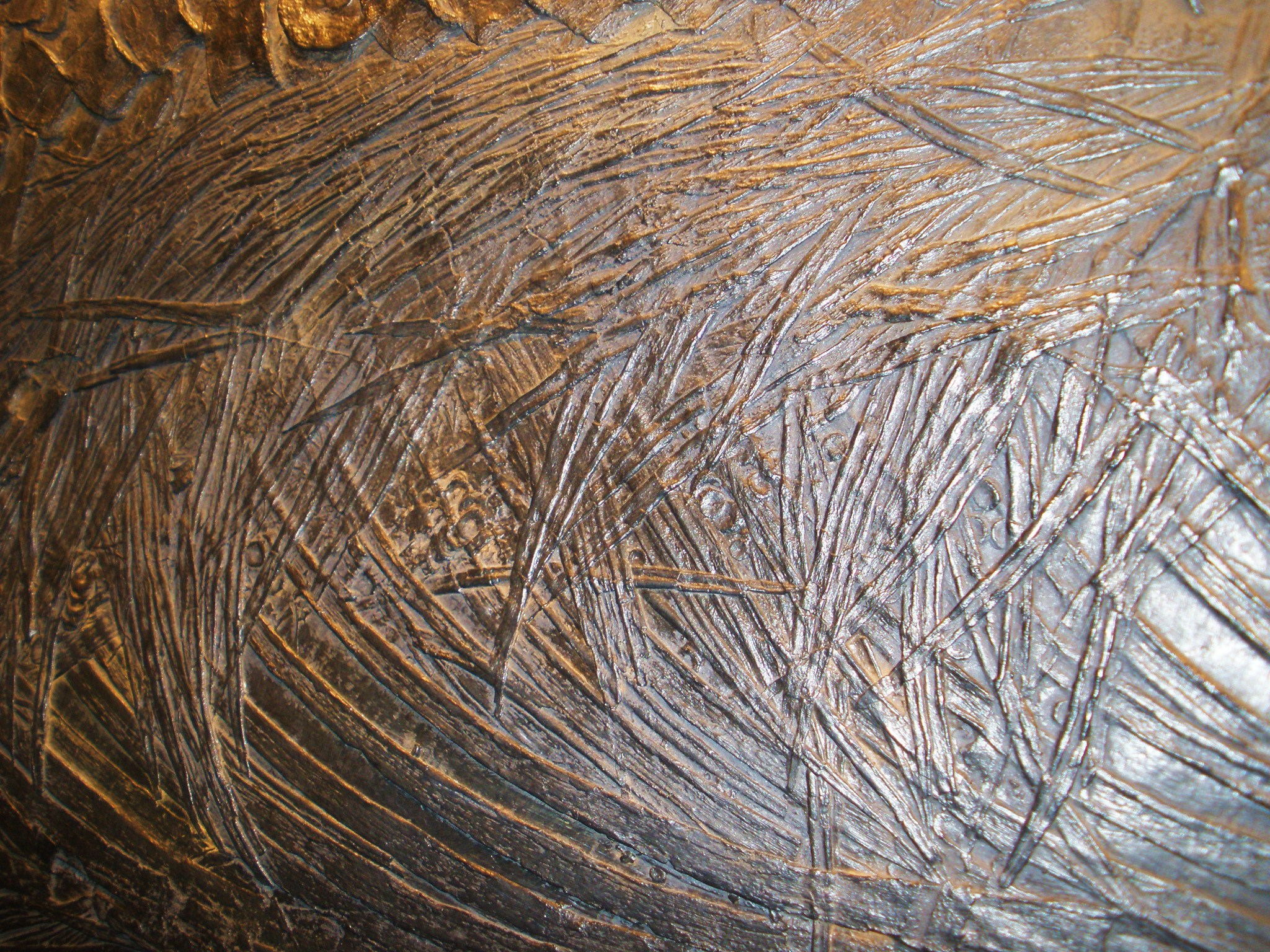
貝薩諾魚龍的胚胎

## 體徵
貝薩諾鱼龍是種海生爬行動物，身長接近6公尺，外型類似海豚。貝薩諾龍的口鼻部狹長，牙齒相當小，沒有背鰭，尾巴長而筆直。貝薩諾龍生存於熱帶性的多島嶼環境，類似加勒比海。貝薩諾龍是肉食性動物，可能以小型魚類、頭足類、小型海生爬行動物為食。貝薩諾龍應該是卵胎生動物。

## 化石
化石是在1993年發現於義大利北部倫巴第貝薩諾的一處採石場。化石幾乎嵌入於石塊之中，必須經由X射線檢驗才能初次得知全貌。經過米蘭自然史博物館古生物部分的16,500小時的化石處理、清理母岩，才將化石處理完畢。

## 外部連結
- http://gigadino.pagesperso-orange.fr/Besanosaurus.html （页面存档备份，存于）